# Paul Matteoli
Paul Matteoli (Ollioules, 7 de noviembre de 1929-Marsella, 28 de diciembre de 1988) fue un deportista francés que compitió en ciclismo en la modalidad de pista. Ganó una medalla de bronce en el Campeonato Mundial de Ciclismo en Pista de 1950, en la prueba de persecución individual.

## Medallero internacional
| Campeonato Mundial | Campeonato Mundial | Campeonato Mundial | Campeonato Mundial         |
| Año                | Lugar              | Medalla            | Competición                |
| ------------------ | ------------------ | ------------------ | -------------------------- |
| 1950               | Rocourt (Bélgica)  | Medalla de bronce  | Persecución individual (P) |